# Torahiko Miyahata
Torahiko Miyahata (Japans: 虎彦 宮畑, Miyahata Torahiko) (Shimanto, 23 januari 1903 - 16 mei 1988) was een Japans zwemmer.
Torahiko Miyahata nam eenmaal deel aan de Olympische Spelen; in 1924. In 1924 nam hij deel aan het onderdeel 4x200 meter vrije slag. Hij maakte deel uit van het team dat als vierde eindigde. Verder nam hij zonder succes deel aan het onderdeel 100 meter vrije slag.
Torahiko Miyahata · 
Kazuo Noda · 
Kazuo Onoda · 
Katsuo Takaishi
- Bibliothèque nationale de France: cb170663897 (data)
- CiNii: DA01104930
- International Standard Name Identifier: 0000 0000 8292 1989
- Library of Congress Control Number: nr92019831
- Bibliotheek van het Japanse parlement: 00044751
- Virtual International Authority File: 108758509
- WorldCat: E39PBJgt83WRvdYtGJGrPbjDMP